# Herb gminy Jeziorzany
Herb gminy Jeziorzany – symbol gminy Jeziorzany.

## Wygląd i symbolika
Herb przedstawia na tarczy dzielonej w słup w polu lewym czerwonym czarną głowę była, a nad nią srebrną nałęczkę, natomiast w polu prawym srebrnym postać czerwonego byka. Jest to wizerunek pochodzący z pieczęci miasta Łysobyki (dziś Jeziorzany), byk nawiązywał do nazwy miasta, a nałęczka do rodu Zbąskich herbu Nałęcz.